# Ян Потоцький (брацлавський воєвода)
Ян (іноді Януш, рідше Іван) Потоцький (між 1616/1618 — квітень—травень 1675/1676) — польський шляхтич гербу Пилява, військовик та урядник Корони Польської в Речі Посполитій.

## Життєпис

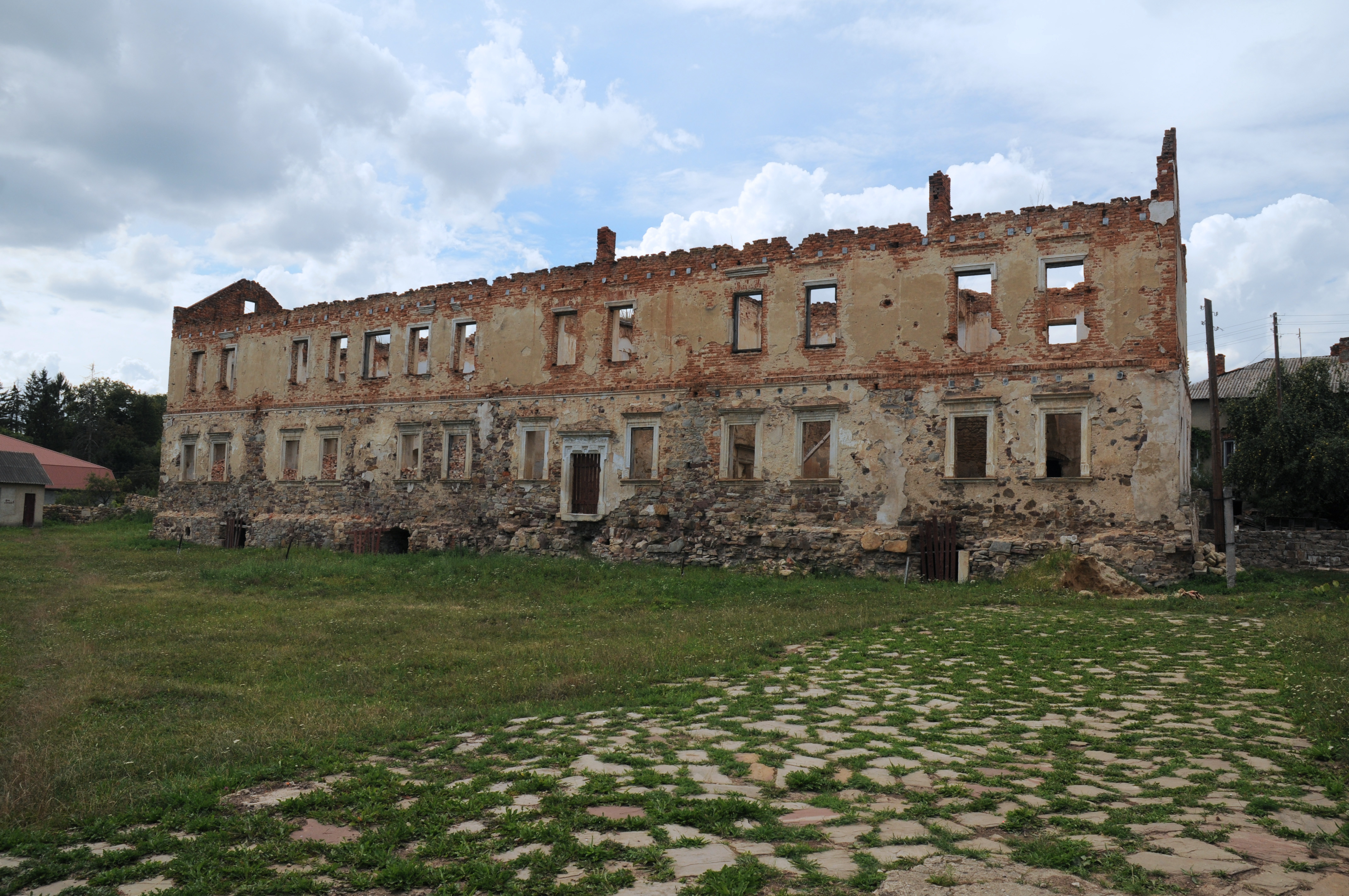
Руїни замкового палацу, Золотий Потік

Народився між 1616 і 1618 роками в сім'ї майбутнього старости генерального подільського Стефана Потоцького та його дружини Марії Амалії (з дому — Могила). Був братом Павела та Пйотра, Катажини (шваґер Януша Радзивілла (1612—1655)) та Анни Потоцьких.
Після смерти батька в 1631 р. як наймолодший син (згідно з однією з тодішніх традицій) став власником Бучача, також Золотого Потоку, Бариша.
Навчався в школах Новодворських у Кракові перед 1638 р. Один з авторів од, які мали прославляти королівську пару — Владислава та Цецилію Ренату — під час їхнього в'їзду до Кракова. 1638 р. поїхав у мандрівку Європою, зокрема, у Брюсселі заприятелював із князем Богуславом Радзивіллом, познайомився з Яном та Мареком Собеськими.
Додому повернувся в 1647 р. Брав участь у війні з козаками, мав відбути місію до Б. Хмельницького (на Галицькому сеймику 21 березня 1661 р. підтримано його просьбу про повернення коштів за неї; 8 жовтня 1664 р. вказано, що отримав 20 000 золотих польських за неї). 1648 р. успішно командував обороною бучацького замку під час нападу незначної частини козацько-селянсько-татарського війська. У січні 1649 р. засудив до смертної кари ватажка золотопотіцьких повстанців (присуд виконали публічно в золотопотіцькому замку). 15 березня 1649 р. на сеймику Галицької землі шляхта обрала Я. Потоцького ротмістром повітової корогви, на чолі якої взяв участь у битві під Зборовом. На сеймику 6 жовтня 1649 р. прийняли рішення домагатись зменшення податків для Яна Потоцького. 1649 р. став королівським придворним, брав участь у коронаційному сеймі у Кракові.
1650 р. отримав звання ротмістра королівського. Брав участь у битві під Берестечком. З січня 1652 р. до кінця життя командував корогвою коронного «компуту», на її чолі брав участь у Жванецькій облозі у складі полку Станіслава «Ревери» Потоцького, за що 23 листопада 1654 р. в обозі під Жванцем отримав від короля Яна II Казимира Вази королівщини Братківці, Гринівці, Королівське Поле, Назавизів у Тлумацькому старостві (керував ними принаймні до 1665 р.). У Теребовлянському старостві посідав Гадинківці та Оришківці.
1654 р. в Бучачі разом зі старшим братом Павелом наказав чвертувати польського шляхтича Самуеля Весоловського, рештки тіла згодувати собакам canibus famelicis (ймовірно, за зраду). У червні 1654 р. відправив до монастиря в Підкамені в дар срібні коштовності.
1655 р.: брав участь у придушенні козацько-селянських повстань, потрапив у полон до московських військ після битви під Городком, з якого був визволений кузином Пйотром (пом. 1657) — сином Миколая Потоцького; через опіку над маєтностями брата Павела, його сина Станіслава (які з 1655 були в московському полоні) мав конфлікт із Зузанною Констанцією Ярмолинською, 2 вото Щавіньскою — старостиною ленчицькою — тіткою Станіслава, яка домогалась собі опіки над маєтностями Станіслава. Галицька шляхта 22 вересня 1666 підтримала Яна Потоцького перед Коронним трибуналом. Процес був програний у 1667 р., однак Ян Потоцький не допустив людей Зузанни Констанції Ярмолинської-Щавіньскої до маєтностей братанка.
Маршалок Галицького сеймику: 3 серпня 1660, 3-4 лютого 1662 р. Брав участь у Чуднівській кампанії в полку одного з Потоцьких. 21 березня 1661 обраний послом на сейм у Варшаві, де спільно з старостою галицьким Анджеєм Потоцьким проти виборів «vivente rege»; Можливо, король хотів переманити його, бо 20 червня 1661 дав посаду київського каштеляна, яку Ян Потоцький не прийняв.
Брав участь у Варшавській битві 1656 р.; 1657 р. в переслідуванні армії Юрія II Ракоці, битвах під Меджибожем, Чорним Островом. 1658 р. опинився в молдавському полоні, переслідуючи нападників на чужій території; у вересні брав участь у Галицькому сеймику. 6 березня 1662 року призначений сандецьким каштеляном, 8 травня 1663 року — брацлавським воєводою: був ним до кінця життя (тривалий час воєводство перебувало в руках козаків, турків (після Бучацького миру)), тому посада значною мірою — титулярна. У другій половині 1663 був у Львові: взяв гроші для своєї корогви, на регімент драгунів після померлого брацлавського воєводи Анджея Потоцького. Брав участь у задніпровській виправі короля у 16634—1664 р.
1669 р. на з'їзді у Львові підтримав кандидатуру курфюрста Пфальца Філіпа Вільгельма. 1670 р.: резидент короля Міхала I Корибута Вишневецького; у межах посагу другої дружини У. Данилович отримав посаду червоногородського старости. На просьбу короля зобов'язався забезпечувати провіантом Кам'янець-Подільську фортецю. З початком Польсько-турецької війни 1672—1676 років організовував оборону підконтрольних володінь, дружину та дітей перевіз до бучацького замку, який був більш неприступний, ніж золотопотіцький замок. 15 вересня 1672 р. прибув до ставки Яна III з проханням допомогти визволити родину з бучацького замку, на що Ян Собеський запропонував йому передати листи хану, візиру, надавав конвой для охорони — Ян Потоцький відмовився; був відсутній під час штурму бучацького замку військами під проводом султана Мехмеда IV в 1672 році. 16 жовтня 1672 р. очолював розвідзагін (завдання Яна Собеського) в околицях Підкривиць. Пацифікаційний сейм 1673 включив Я. П. до складу військової ради при гетьманах, яка 8 квітня 1673 р. затвердила польську оборонну програму. У половині березня, наприкінці Сейму перебував у Бучачі, звідки керував розвідувальною роботою, кореспондував з молдавським та волоським господарями, які надавали йому відомості про окуповані турками землі. Домагався від короля зміцнення прикордонних замків, особливо бучацького. На межі вересня-жовтня приїхав до Львова з візитом до короля. 9 жовтня брав участь у церемонії привітання короля Міхала в таборі під Скварявою, у військовій раді.
29 жовтня 1673 р. був присутнім на аудієнції Яна III в Незвиську. Брав участь у битві Хотином. 25 листопада — отримав завдання блокувати кам'янецьку фортецю, яке тривало до кінця січня 1674 р., робив невдалі спроби відбити фортецю. 12 грудня з 1000 вояків перебував у Новосілці (біля Чорнокозинців), у грудні з ними перебрався до Язловця (його частина була складовою західного крила блокади турецьких військ). 16 січня 1674 р. під мурами фортеці командував загоном у сутичці з турками, 19-21 травня — брав участь у виборах Яна Собеського королем.
Історик Никола Андрусяк вважав, що після зруйнування турецько-татарськими військами під проводом бейлербея Дамаску Ібраґіма-паші «Шайтана» в 1676 році частково відбудував бучацький замок. Те саме стверджував Мирослав Наґєльскі, вказує дату відбудови 1672 р.
Був ревним католиком, досить нетолерантно ставився до представників інших християнських конфесій, зокрема, православних: 1652 року віддав православний василіянський монастир Святої Трійці з церквою в Бучачі (при житті ним опікувалася його мати, до наших днів не зберігся) католицькому монашому ордену домініканів. Ченців силою вигнали з монастиря.
З 1668 року тривала справа отримання Я. Потоцьким частини маєтностей померлого сєрадзького воєводи Зиґмунта Кароля Пшерембского. За заповітом, разом із братом Павелом дідичив певну частину Устецьких маєтностей; також там частку отримала донька Богуслава Радзивілла Людвіка Кароліна. Справа тривала у 1669 р., була переписка між ним і великим литовським стольником Станіславом Казимиром Радзивіллом.
Після значного зруйнування монастиря біля Сокільця через напади казав монахам відбудувати церкву Покрови, якою раніше опікувалися його батьки.
Помер у квітні-травні 1675 р., або в 1676 р.

### Сім'я
Був двічі одруженим. Перша дружина — Тереса (Зофія[джерело?]) з Цетнерів (дочка каштеляна галицького (1651–1672), власника Підкаменя Александера Цетнера, дата шлюбу невідома), діти:
- Домінік (пом. 1685) — римсько-католицький віленський канонік[13][21],
- Стефан — белзький воєвода,
- Тереса — дружина Яна Ґнінського, Томаша Юзефа Замойського.

Друга дружина — Урсула з Даниловичів, батько — червоногородський староста Микола Данилович (за іншими даними, Петро Данилович (шлюб у січні 1667 р., Львів). Після його смерті — дружина берестейського воєводи Владислава Йосафата Сапеги, від якого народила доньку Йоанну.

## Власність, меценатство
Бучач, Золотий Потік (фундуш для костелу), Бариш. Королівщини в Галицькій землі: Гринівці, Оришківці, Гадинківці, Королівське Поле, Братківці, Назавизів. Староство Червоногородське (посаг Уршулі Данилович), від Станіслава Папєского отримав переписом велике село Ладижин (Брацлавське воєводство). Згідно заповіту померлого сєрадзького воєводи Зиґмунта Кароля Пшерембського, разом з братом Павлом дідичили певну частину «Устецького ключа»

## Зауваги
1. ↑  Несецький подавав дату 1670 → Niesiecki K. Korona polska przy złotej wolności… — T. I. — Cz. I. — S. 193. (пол.)